# Dryopteris sweetorum
Dryopteris sweetorum är en träjonväxtart som beskrevs av David H. Lorence och W.L.Wagner. Dryopteris sweetorum ingår i släktet Dryopteris och familjen Dryopteridaceae. Inga underarter finns listade.

## Bildgalleri

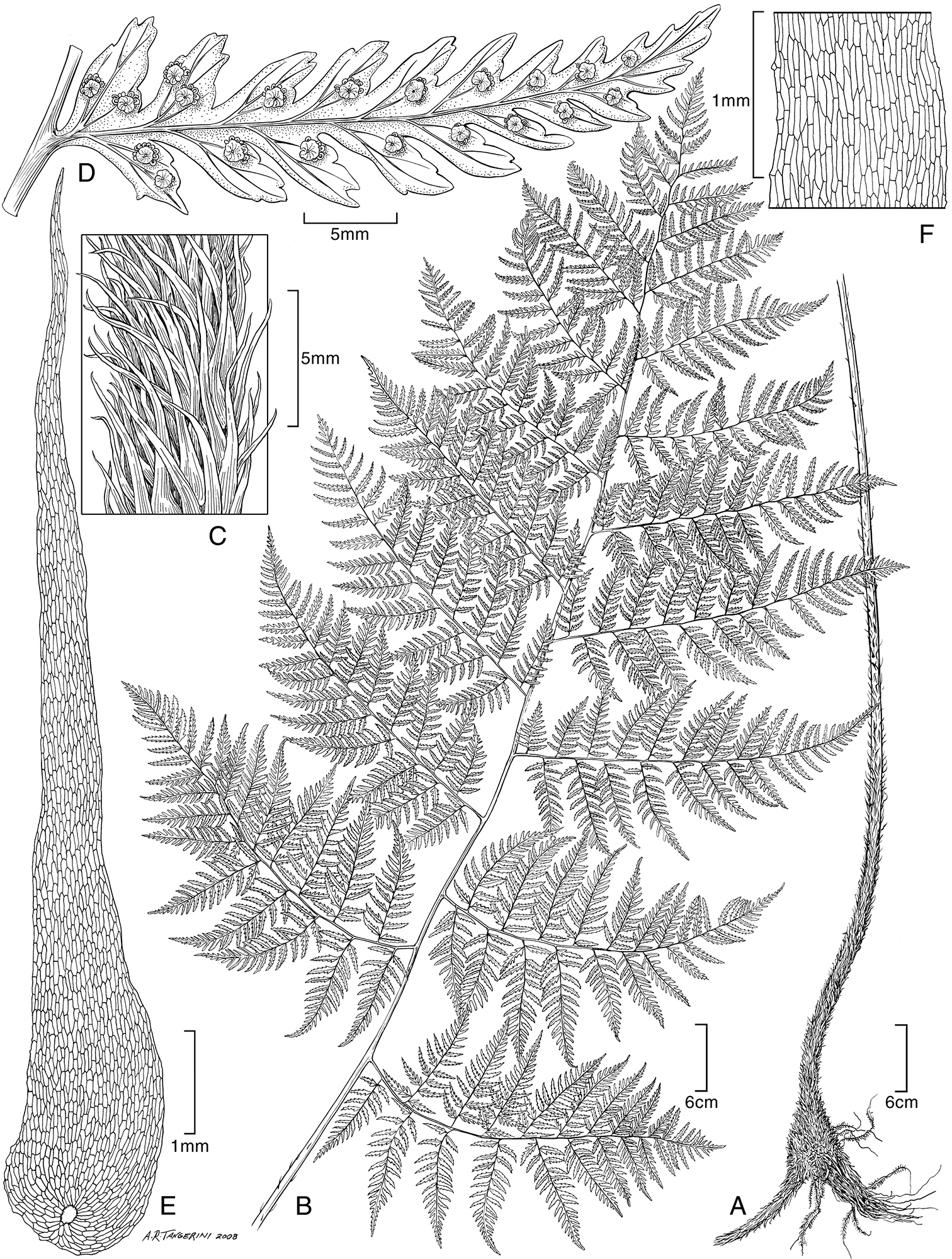